# Harry Giles
Harry Lee Giles III (ur. 22 kwietnia 1998 w Winston-Salem) – amerykański koszykarz, występujący na pozycji silnego skrzydłowego, od 2024 zawodnik Los Angeles Lakers oraz zespołu G-League – South Bay Lakers.
W 2016 wystąpił w dwóch meczach gwiazd amerykańskich szkół średnich – Jordan Brand Classic, Nike Hoop Summit. Rok wcześniej został zaliczony do I składu USA Today All-USA.
22 listopada 2020 zawarł kontrakt z Portland Trail Blazers. 7 września 2021 dołączył do Los Angeles Clippers. 16 października 2021 został zwolniony.
8 sierpnia 2023 został zawodnikiem Brooklyn Nets. 2 marca 2024 podpisał kontrakt z Los Angeles Lakers oraz drużyną South Bay Lakers z G-League.

## Osiągnięcia
Stan na 4 marca 2024, na podstawie, o ile nie zaznaczono inaczej.
NCAA
- Uczestnik turnieju NCAA (2017)
- Laureat Preseason Wooden Award (2016/2017)[8]

Reprezentacja
- Mistrz:
  - świata:
    - U–19 (2015)
    - U–17 (2014)

  - Ameryki U–16 (2013)
- Zaliczony do I składu mistrzostw świata U–19 (2015)